# Illinois Holocaust Museum and Education Center
Illinois Holocaust Museum and Education Center – muzeum znajdujące się we wchodzącej w skład metropolii chicagowskiej miejscowości Skokie, w stanie Illinois. Poświęcone jest pamięci ofiar holocaustu i walce z nienawiścią, uprzedzeniami i obojętnością. Misję swą realizuje poprzez wystawy, a także programy edukacyjne i akcje pomagające walczyć o prawa człowieka i potępienie ludobójstwa.

## Historia
Organizacja o nazwie Holocaust Memorial Foundation of Illinois, która opiekuje się założeniem, założyła pierwsze małe muzeum w roku 1981, w odpowiedzi na zamiar zorganizowania przez ugrupowanie neo-nazistowskie przemarszu przez Skokie, gdzie mieszkało wiele osób, które przeżyły holocaust.
Muzeum w nowym kształcie i lokalizacji zostało otwarte dla publiczności 19 kwietnia 2009 roku, a głównymi mówcami podczas uroczystości byli Bill Clinton i gość specjalny Elie Wiesel. Prezydent Barack Obama pojawił się na nagraniu wideo, podobnie jak Szimon Peres, prezydent Izraela.
Po strzelaninie, do jakiej doszło 10 czerwca 2009 roku w United States Holocaust Memorial Museum w Waszyngtonie, także w muzeum w Skokie zaostrzono wymogi bezpieczeństwa.

## Budowla

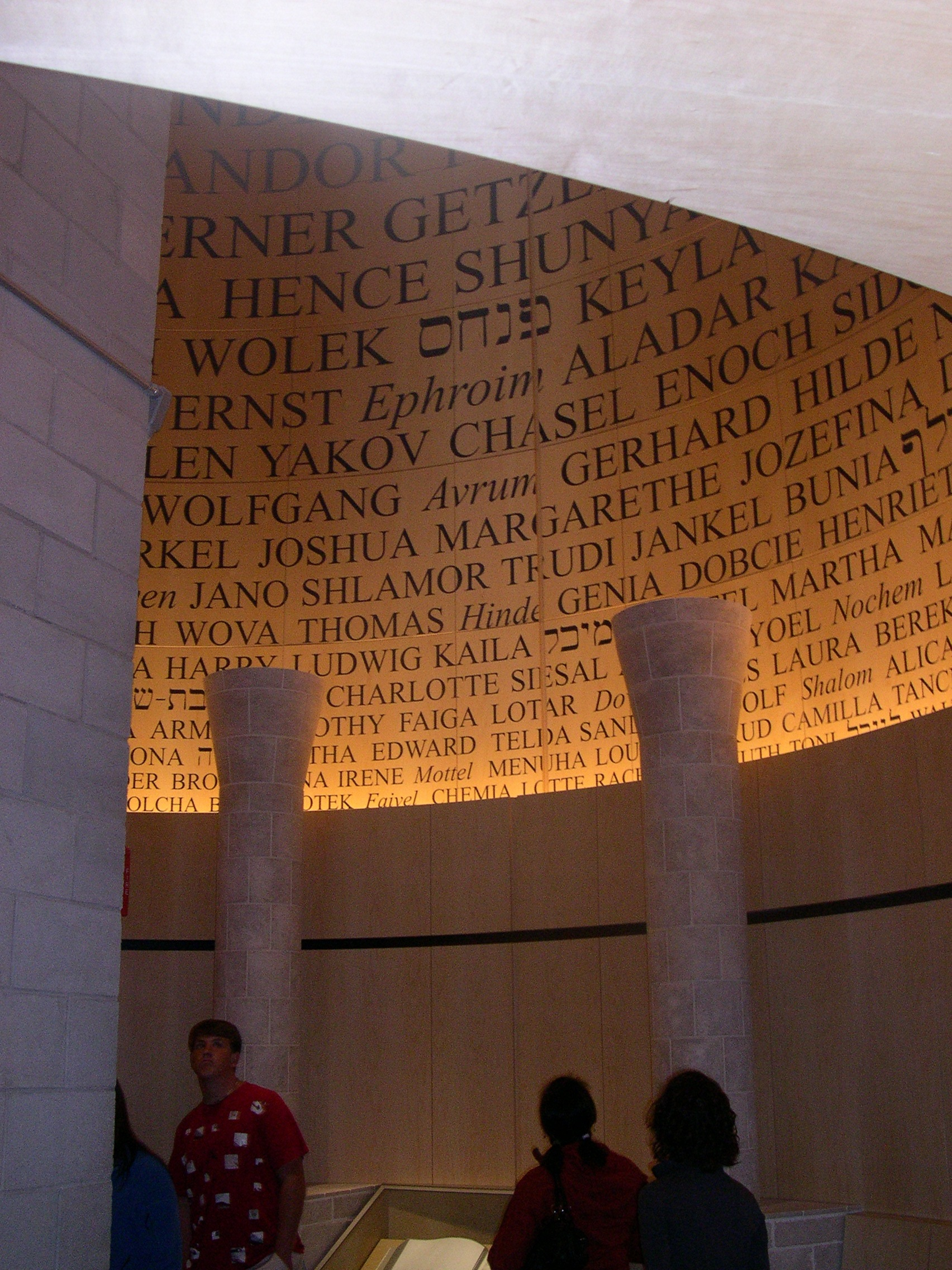
Sala Pamięci

Budynek zaprojektował architekt Stanley Tigerman. Przy projektowaniu wnętrz i wystawy stałej współpracował z nim Yitzchak Mais, były dyrektor instytutu Jad Waszem. Wystawa stała holocaustu zajmuje przyziemie, ale znajdują się tu również audytorium, hall głównego wejścia z recepcją i stanowiskiem informacyjnym, szatnia, sklepik z pamiątkami i biblioteka. Na wyższej kondygnacji znajduje się Sala pamięci, galeria sztuki, górna część audytorium i biura zaś w podziemiach sale wykładowe, wystawa dla dzieci, wystawa poświęcona historii muzeum oraz sala konferencyjna. 
Fronton budynku dzieli się na dwie części. W czarnej części znajdują się drzwi wejściowe, w białej zaś wyjściowe. Przed budynkiem ustawiono dwie konstrukcje przestrzenne przypominające kształtem ażurowe pochodnie. Do muzeum prowadzi wąska aleja z niewielkim parkingiem po jej północno-wschodniej stronie. Od autostrady międzystanowej 94 budynek oddziela obsadzony drzewami stok.